# Tashkent City Women Professional Cycling Team
L'equip de ciclisme femení Tashkent City Women Professional Cycling Team fou un equip de ciclisme femení uzbek creat el 2022 entrant a la UCI Women's Continental Team.
Van tenir invitacions per anar a les proves UCI Women's WorldTour degut als punts aconseguits el 2023 en proves majoritàriament asiàtiques. Per raons de presupost no aniran a la majoria d'elles.
Al setembre de 2024 s'anuncià la desaparició de l'equip.

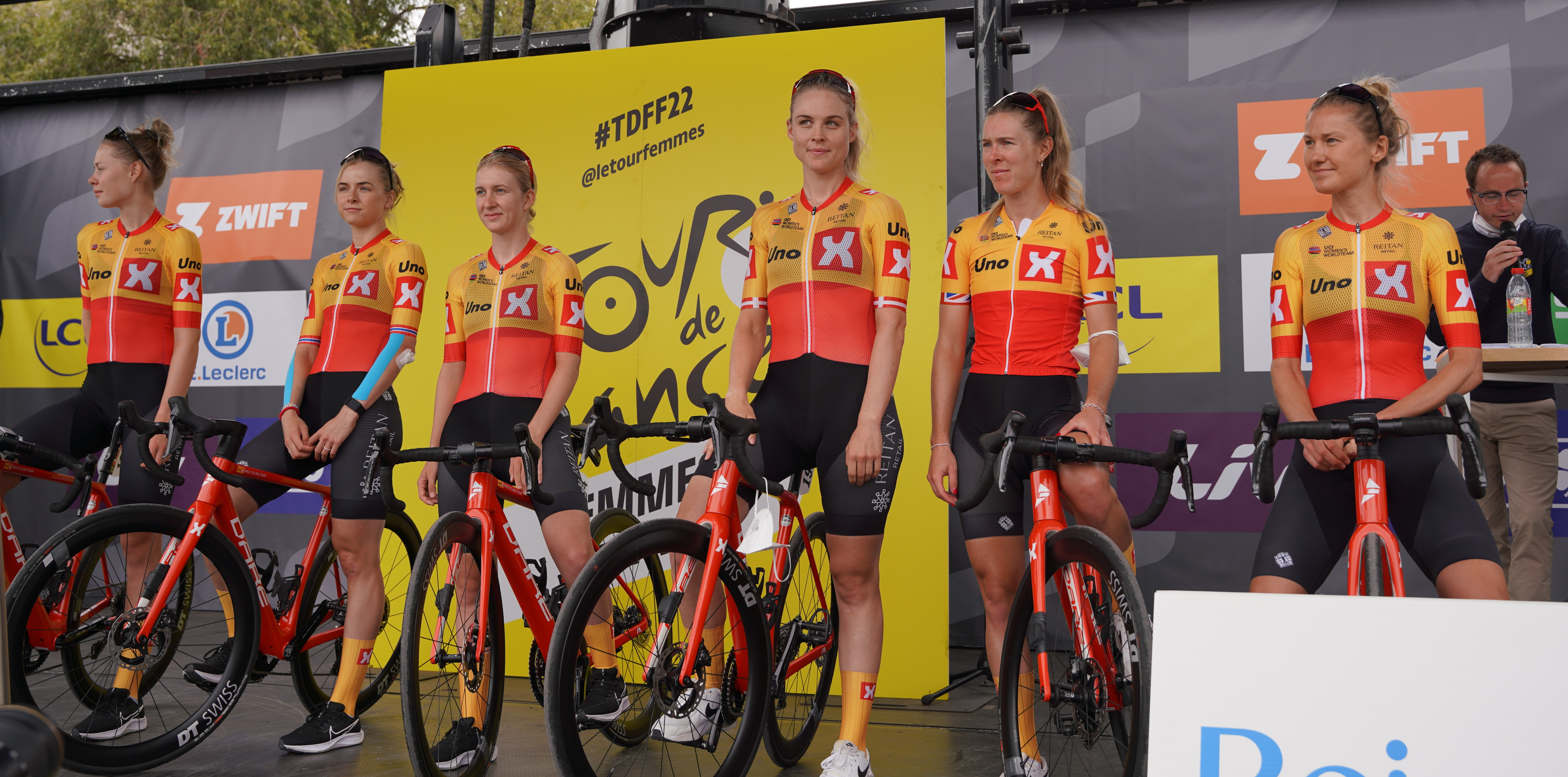
El 2022 al Tour de França

## Classificacions UCI
Aquesta taula mostra la plaça de l'equip a la classificació de la Unió Ciclista Internacional a final de temporada i també la millor ciclista en la classificació individual de cada temporada.
| Rànquing UCI | Rànquing UCI     | Rànquing UCI                | Rànquing UCI |
| Any          | Rànquing d'equip | Millor ciclista al rànquing |              |
| ------------ | ---------------- | --------------------------- | ------------ |
| 2022         | 21è              | Yanina Kuskova (106è)       |              |
| 2023         | 19è              | Olga Zabelínskaia (54è)     |              |
| 2024         | 26è              | Yanina Kuskova (110è)       |              |
|              |                  |                             |              |
| Font: UCI    |                  |                             |              |

La taula següent mostra el rànquing de l'equip a la UCI World Tour femení, així com la seva millor ciclista en el rànquing individual.
| UCI World Tour | UCI World Tour   | UCI World Tour              | UCI World Tour |
| Any            | Rànquing d'equip | Millor ciclista al rànquing |                |
| -------------- | ---------------- | --------------------------- | -------------- |
| 2023           | 25è              | Olga Zabelínskaia (116è)    |                |
| 2024           | -                | Yanina Kuskova (212è)       |                |
|                |                  |                             |                |
| Font: UCI      |                  |                             |                |

## Composició de l'equip
| \| Llista de l'equip 2022 \| Llista de l'equip 2022 \| Llista de l'equip 2022 \| Llista de l'equip 2022 \| \| Ciclista \| Data de naixement \| Equip previ \| \| \| ---------------------- \| ---------------------- \| ---------------------- \| ---------------------- \| \| Shaknoza Abdullaeva \| 25 de octubre de 2001 \| \| \| \| Evgeniya Golotina \| 18 de octubre de 2002 \| \| \| \| Madina Kakhkhorova \| 9 de juny de 2002 \| \| \| \| Nafosat Kozieva \| 31 de juliol de 1998 \| \| \| \| Anna Kulikova \| 19 de març de 2001 \| \| \| \| Yanina Kuskova \| 11 de desembre de 2001 \| \| \| \| Margarita Misyurina \| 16 de abril de 2003 \| \| \| \| Elena Zaytseva \| 28 de agost de 2001 \| \| \| \| \| \| \| \| \| Font: UCI \| \| \| \| |                        |             |  |
| Llista de l'equip 2022 |                        |             |  |
| Ciclista | Data de naixement      | Equip previ |  |
| Shaknoza Abdullaeva | 25 de octubre de 2001  |             |  |
| Evgeniya Golotina | 18 de octubre de 2002  |             |  |
| Madina Kakhkhorova | 9 de juny de 2002      |             |  |
| Nafosat Kozieva | 31 de juliol de 1998   |             |  |
| Anna Kulikova | 19 de març de 2001     |             |  |
| Yanina Kuskova | 11 de desembre de 2001 |             |  |
| Margarita Misyurina | 16 de abril de 2003    |             |  |
| Elena Zaytseva | 28 de agost de 2001    |             |  |
| |                        |             |  |
| Font: UCI |                        |             |  |

| \| Llista de l'equip 2023 \| Llista de l'equip 2023 \| Llista de l'equip 2023 \| Llista de l'equip 2023 \| \| Ciclista \| Data de naixement \| Equip previ \| \| \| ---------------------- \| ---------------------- \| ---------------------- \| ---------------------- \| \| \| \| \| \| \| Font: UCI \| \| \| \| |                   |             |  |
| Llista de l'equip 2023 |                   |             |  |
| Ciclista | Data de naixement | Equip previ |  |
| |                   |             |  |
| Font: UCI |                   |             |  |

| \| Llista de l'equip 2024 \| Llista de l'equip 2024 \| Llista de l'equip 2024 \| Llista de l'equip 2024 \| \| Ciclista \| Data de naixement \| Equip previ \| \| \| ---------------------- \| ---------------------- \| ------------------------------------------- \| ---------------------- \| \| Mohinabonu Elmurodova \| 27 de setembre de 2005 \| \| \| \| Evgeniya Golotina \| 18 de octubre de 2002 \| \| \| \| Madina Kakhkhorova \| 9 de juny de 2002 \| \| \| \| Sofiya Karimova \| 17 de febrer de 2004 \| \| \| \| Ekaterina Knebeleva \| 13 de desembre de 1996 \| Cogeas-Mettler-Look Pro Cycling Team (2019) \| \| \| Nafosat Kozieva \| 31 de juliol de 1998 \| \| \| \| Anna Kuskova \| 3 de gener de 2004 \| \| \| \| Yanina Kuskova \| 11 de desembre de 2001 \| \| \| \| Margarita Misyurina \| 16 de abril de 2003 \| \| \| \| Asal Rizaeva \| 21 de febrer de 2005 \| \| \| \| Sevinch Yuldasheva \| 4 de abril de 2005 \| \| \| \| Olga Zabelínskaia \| 10 de maig de 1980 \| Roland Cogeas-Edelweiss Squad (2022) \| \| \| Kseniya Li \| 22 de juny de 2005 \| \| \| \| Anastasya Safonova \| 11 de desembre de 2004 \| \| \| \| \| \| \| \| \| Font: ProCyclingStats \| \| \| \| |                        |                                             |  |
| Llista de l'equip 2024 |                        |                                             |  |
| Ciclista | Data de naixement      | Equip previ                                 |  |
| Mohinabonu Elmurodova | 27 de setembre de 2005 |                                             |  |
| Evgeniya Golotina | 18 de octubre de 2002  |                                             |  |
| Madina Kakhkhorova | 9 de juny de 2002      |                                             |  |
| Sofiya Karimova | 17 de febrer de 2004   |                                             |  |
| Ekaterina Knebeleva | 13 de desembre de 1996 | Cogeas-Mettler-Look Pro Cycling Team (2019) |  |
| Nafosat Kozieva | 31 de juliol de 1998   |                                             |  |
| Anna Kuskova | 3 de gener de 2004     |                                             |  |
| Yanina Kuskova | 11 de desembre de 2001 |                                             |  |
| Margarita Misyurina | 16 de abril de 2003    |                                             |  |
| Asal Rizaeva | 21 de febrer de 2005   |                                             |  |
| Sevinch Yuldasheva | 4 de abril de 2005     |                                             |  |
| Olga Zabelínskaia | 10 de maig de 1980     | Roland Cogeas-Edelweiss Squad (2022)        |  |
| Kseniya Li | 22 de juny de 2005     |                                             |  |
| Anastasya Safonova | 11 de desembre de 2004 |                                             |  |
| |                        |                                             |  |
| Font: ProCyclingStats |                        |                                             |  |